# وستاس

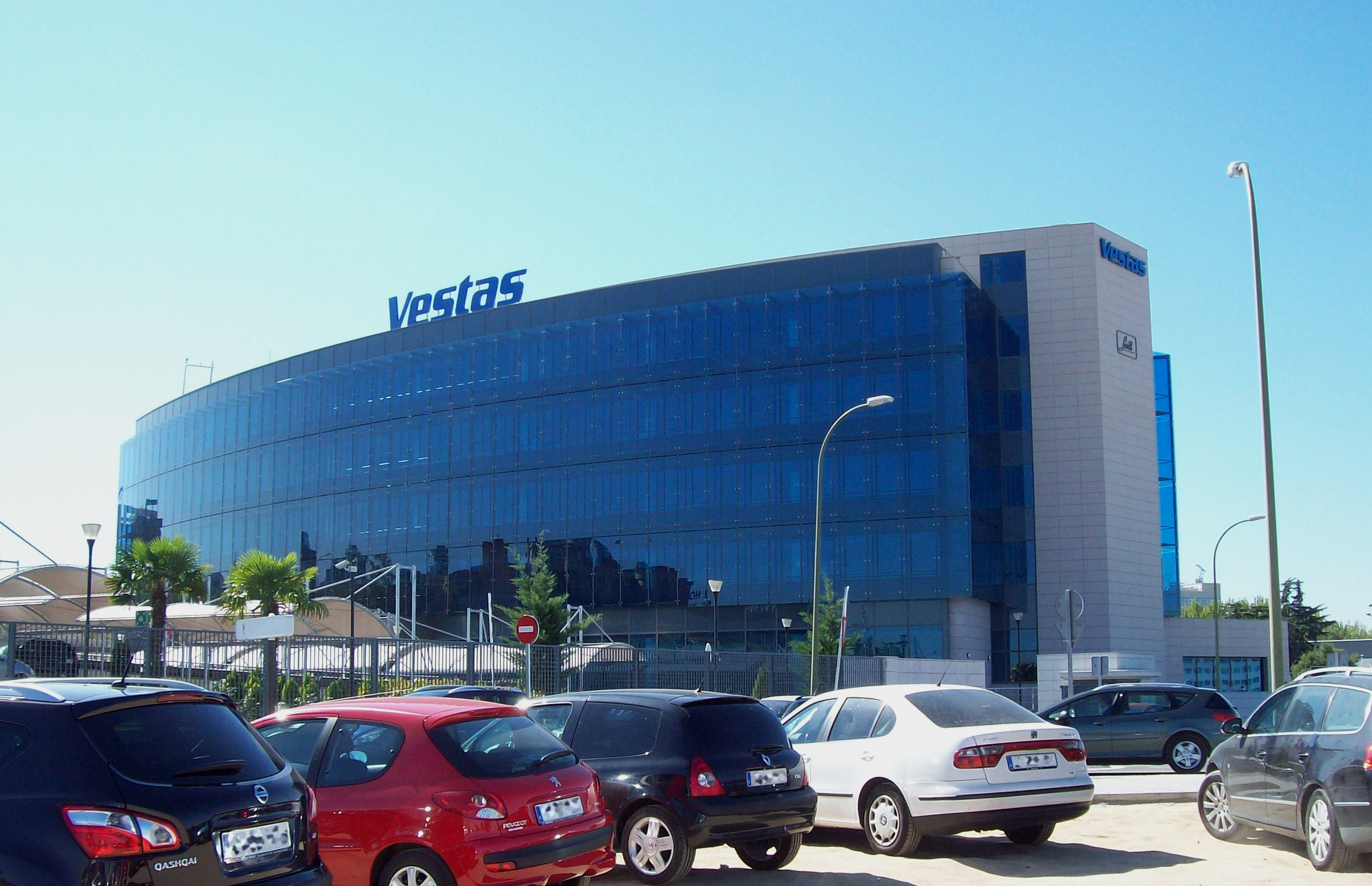
ساختمان اداری وستاس شعبه اسپانیا، در مادرید

وستاس (به دانمارکی: Vestas) شرکت الکتریکی دانمارکی است، که در زمینه طراحی، ساخت و بازاریابی توربین‌های بادی فعالیت می‌کند.
شرکت وستاس بزرگترین تولیدکننده توربین بادی در جهان، محسوب می‌شود. کارخانجات تولیدی این شرکت، در کشورهای دانمارک، آلمان، رومانی، بریتانیا، اسپانیا، سوئد، نروژ، استرالیا، چین و ایالات متحده آمریکا مستقر می‌باشند.

## نگارخانه

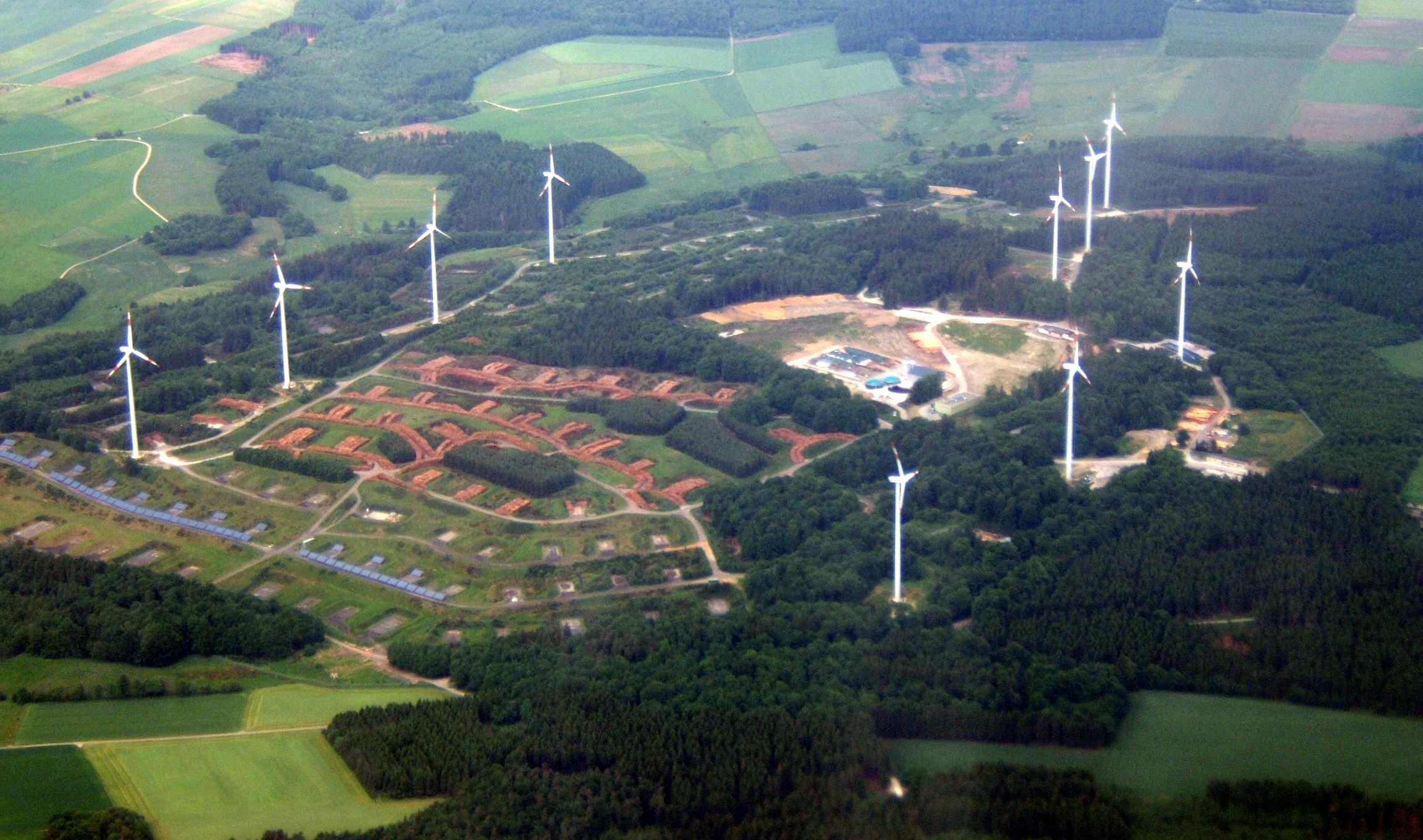
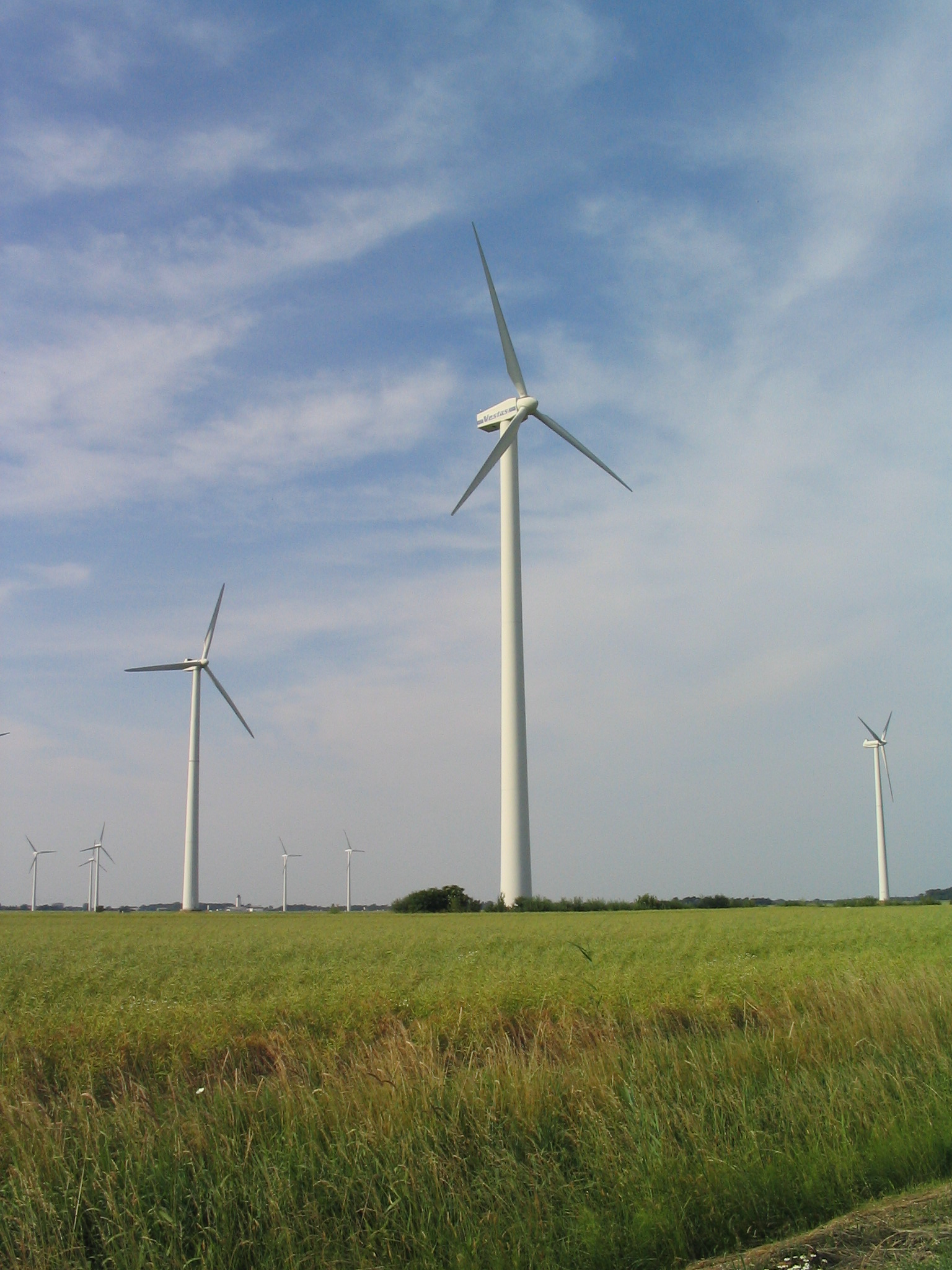
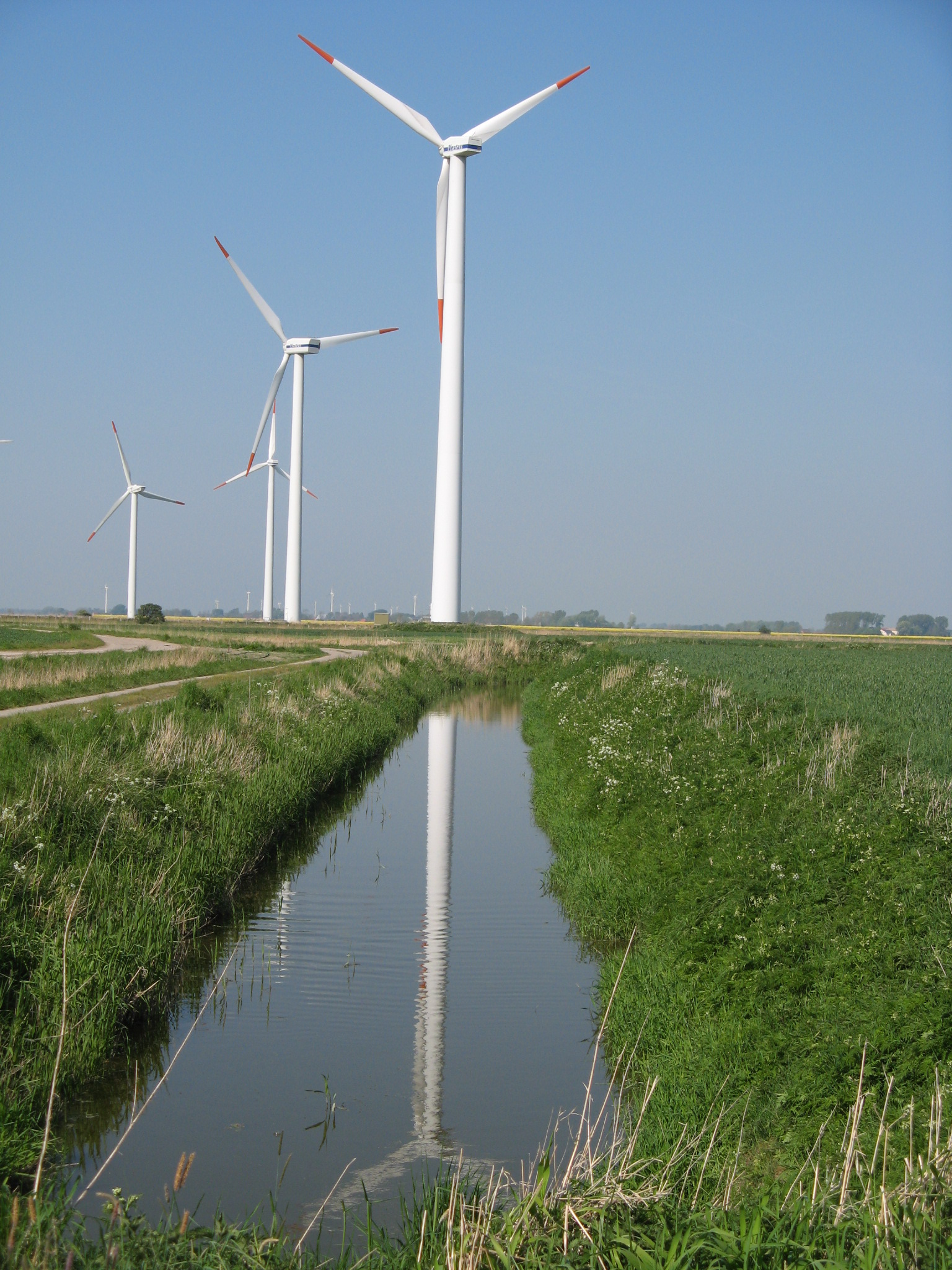
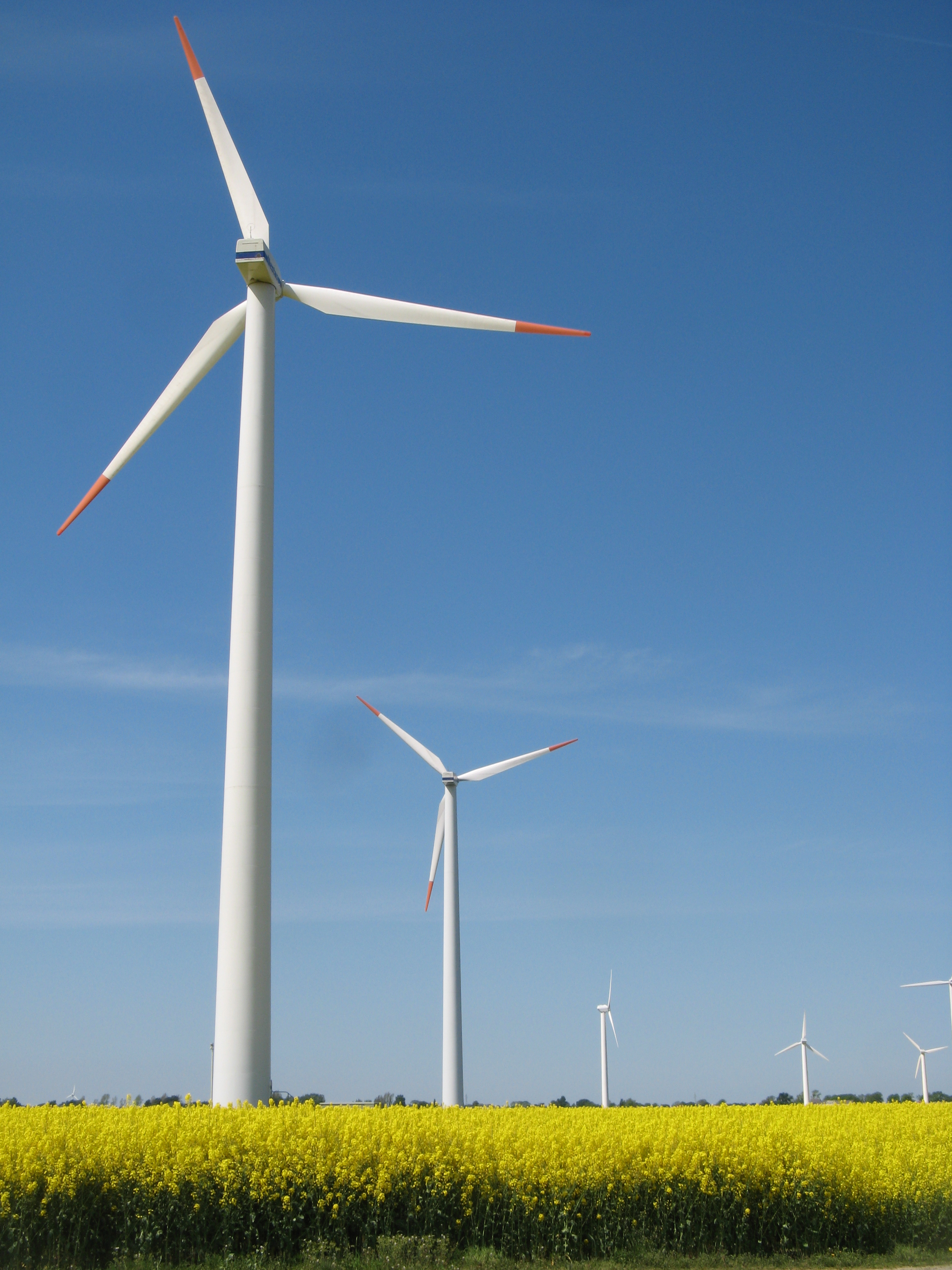
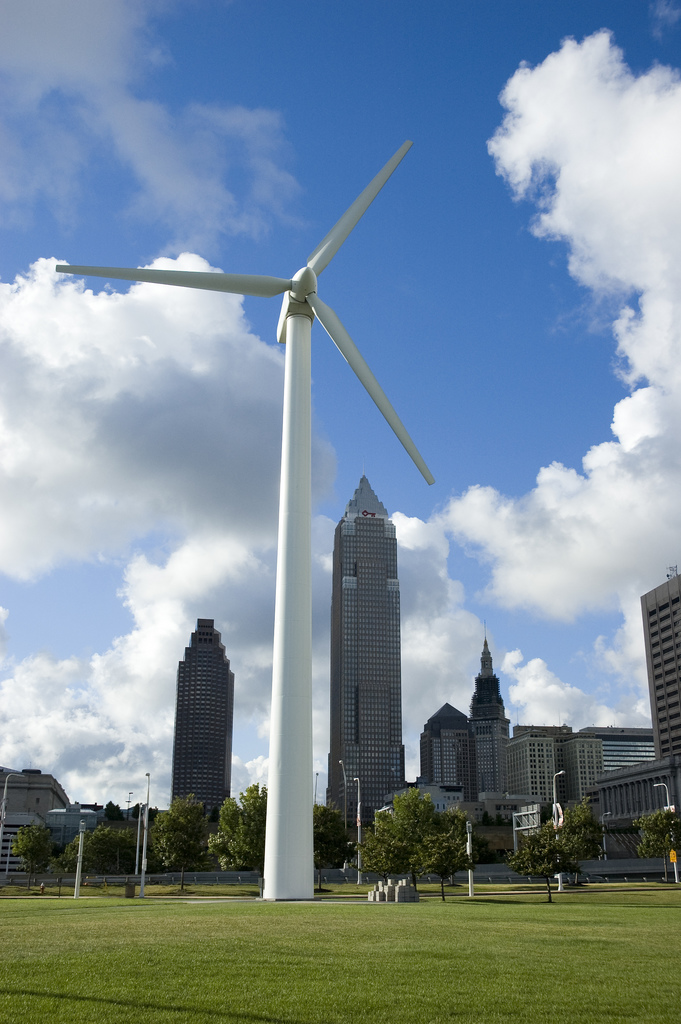
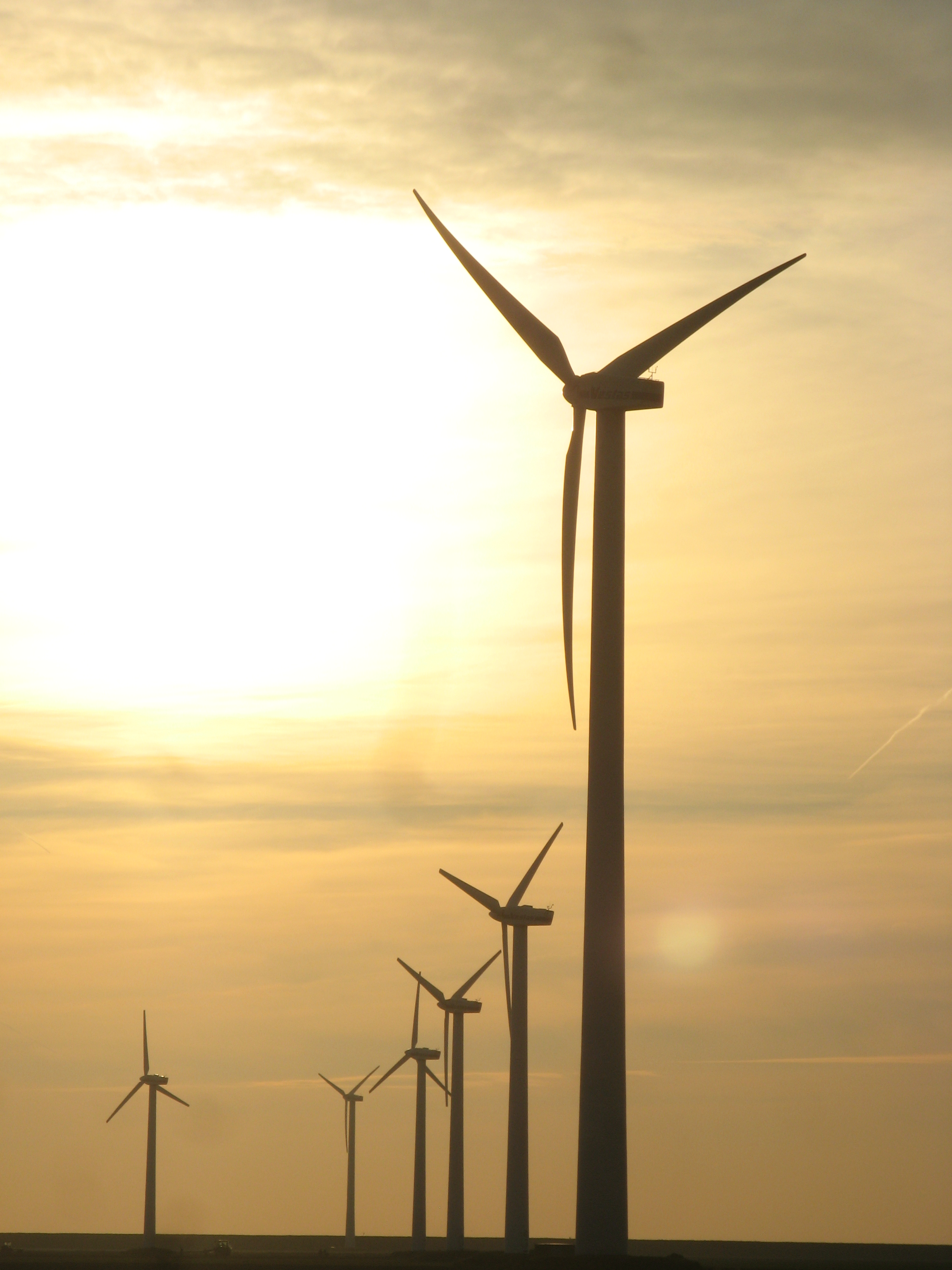
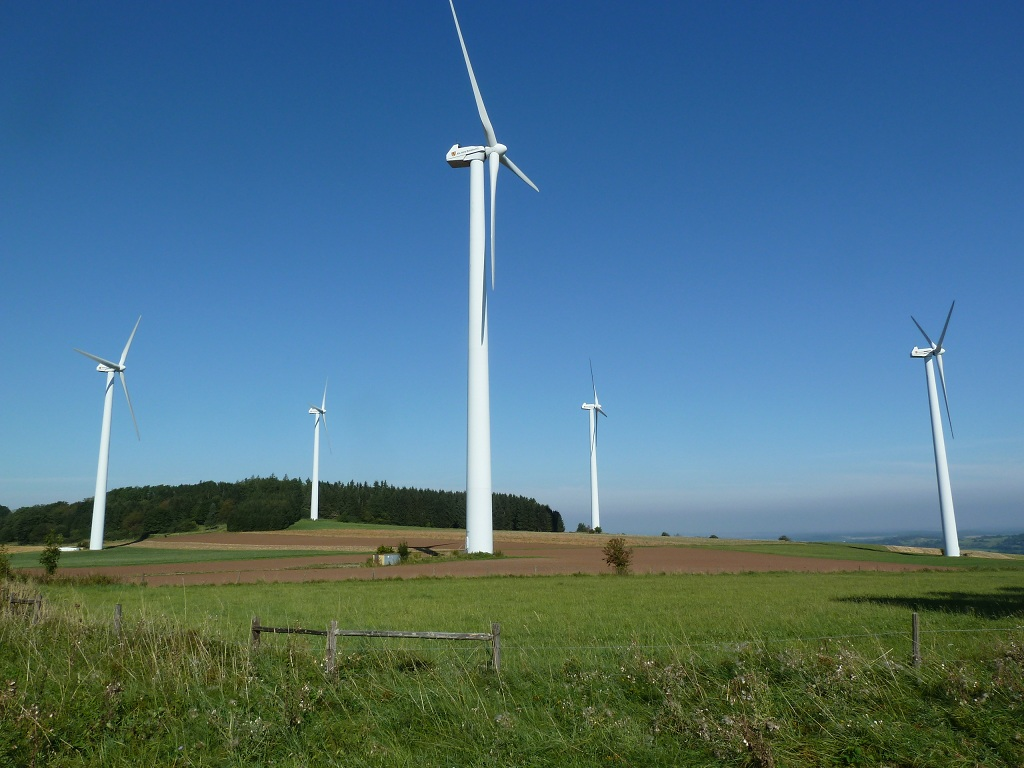
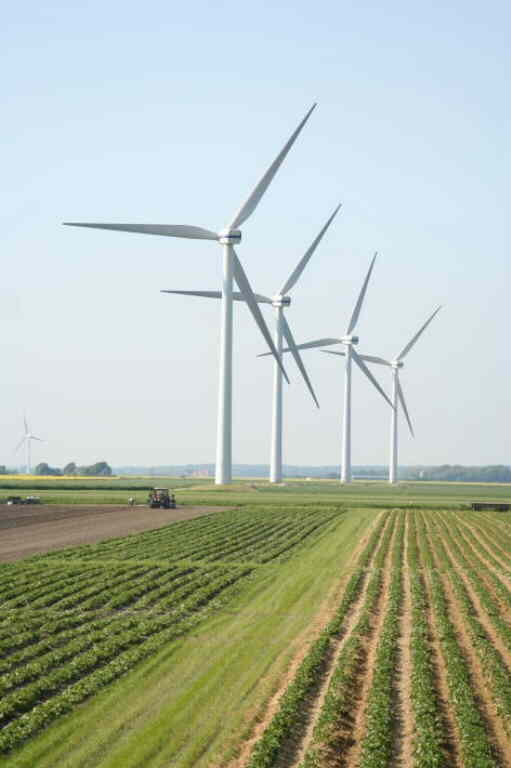
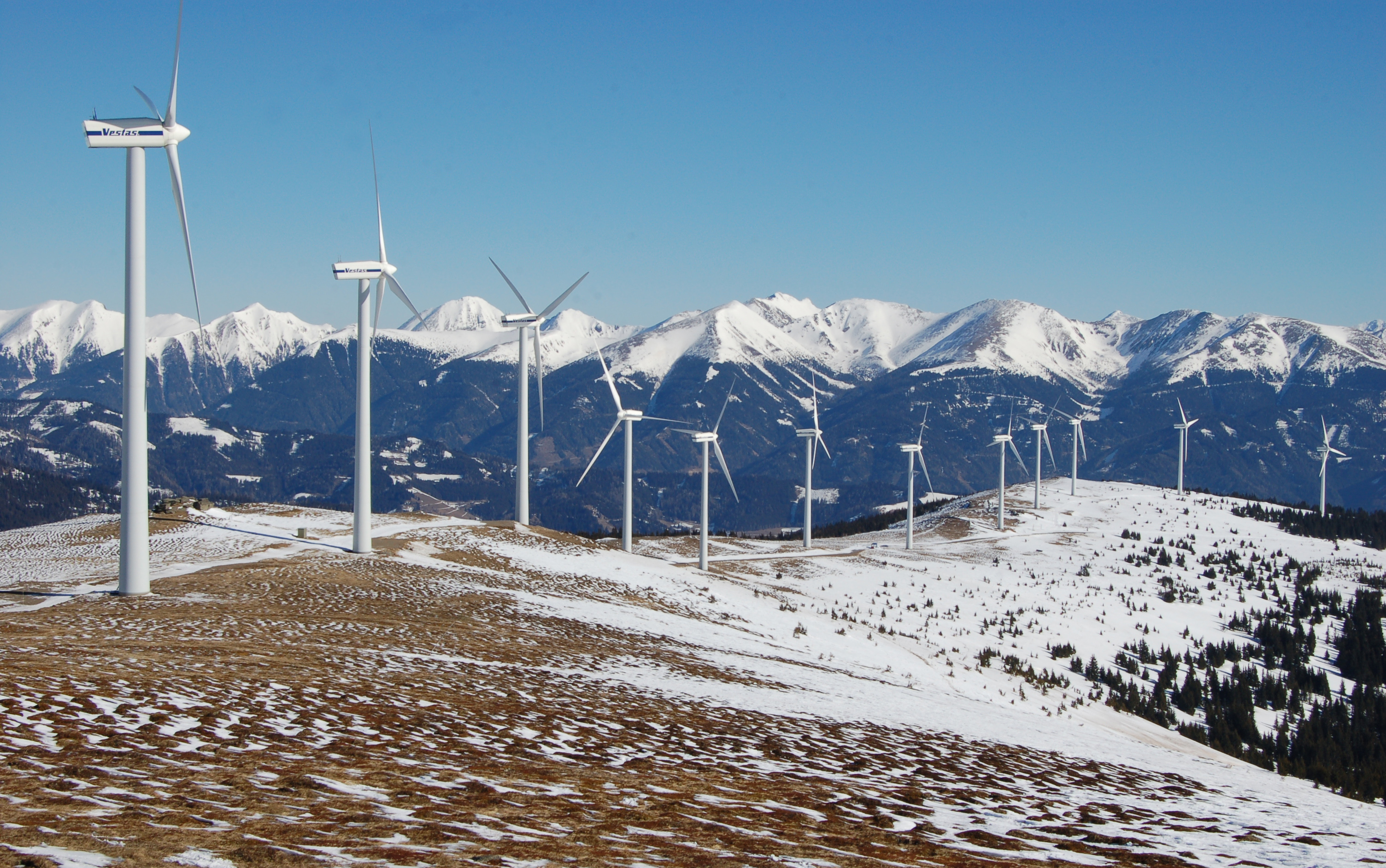
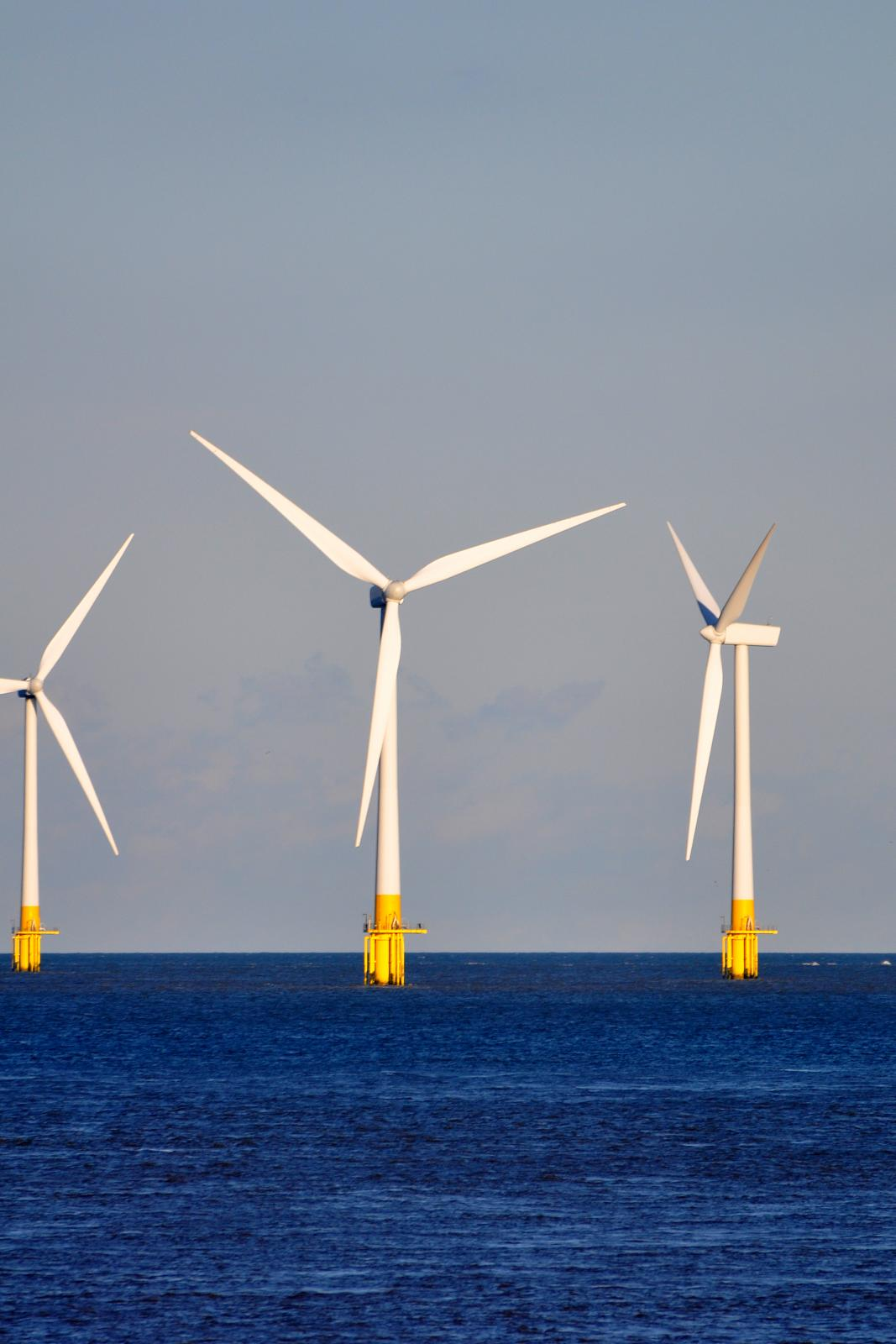
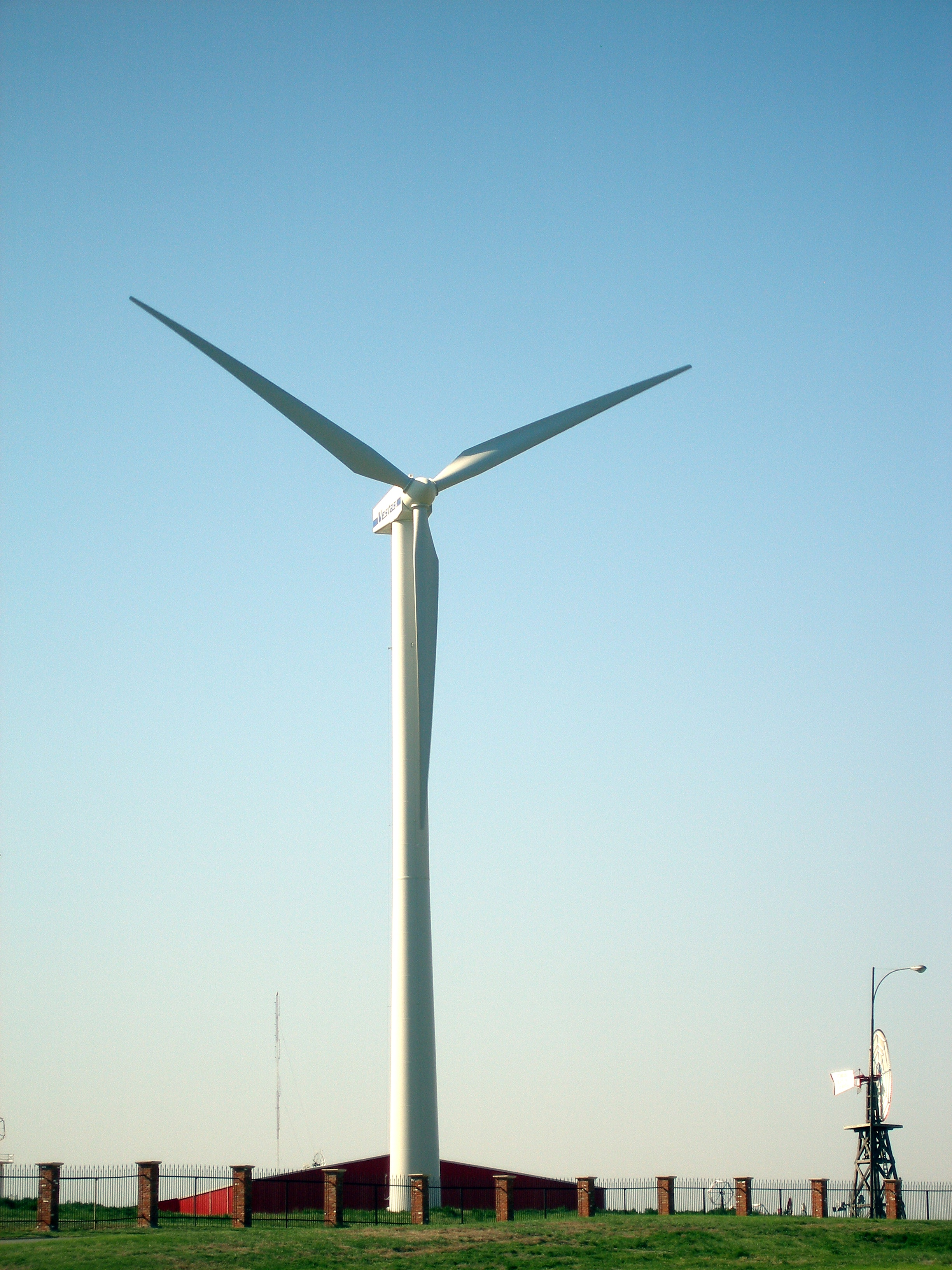
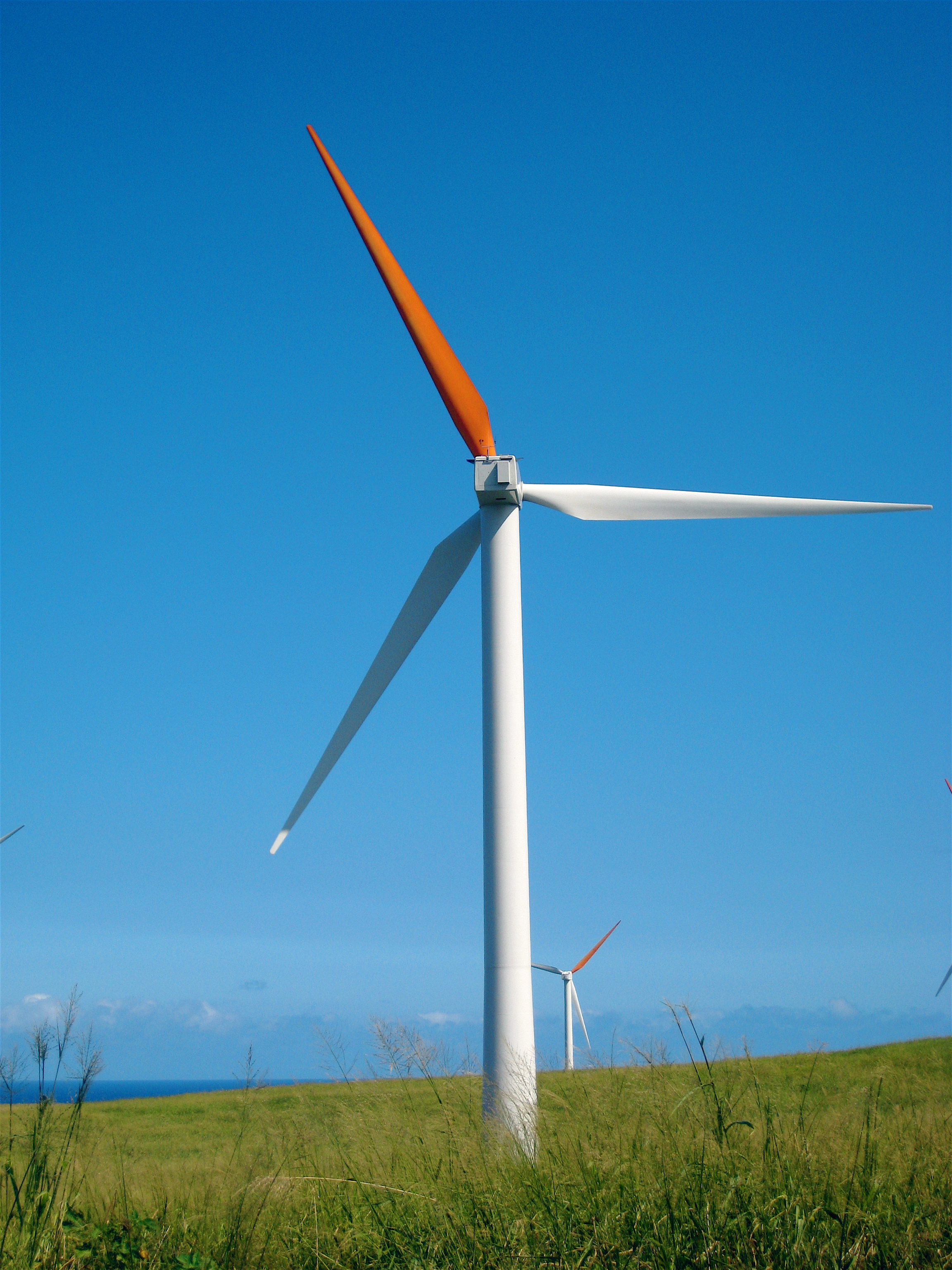
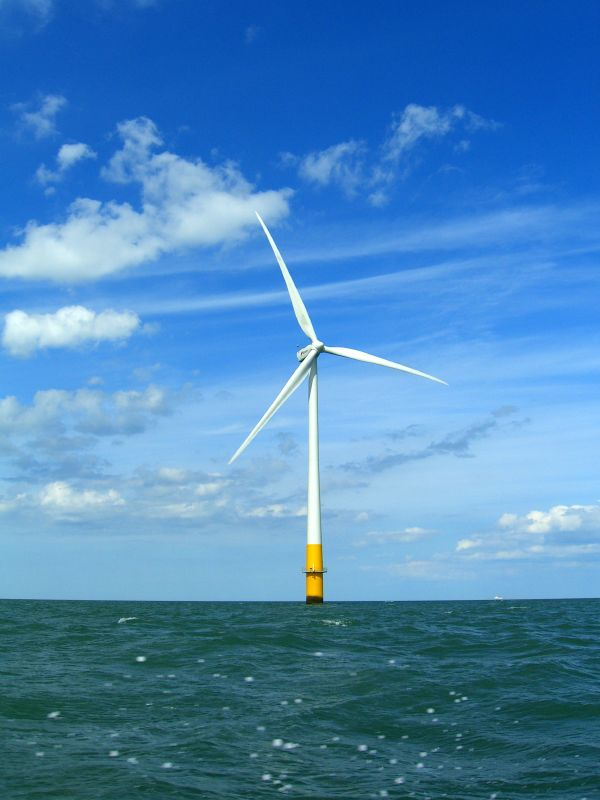
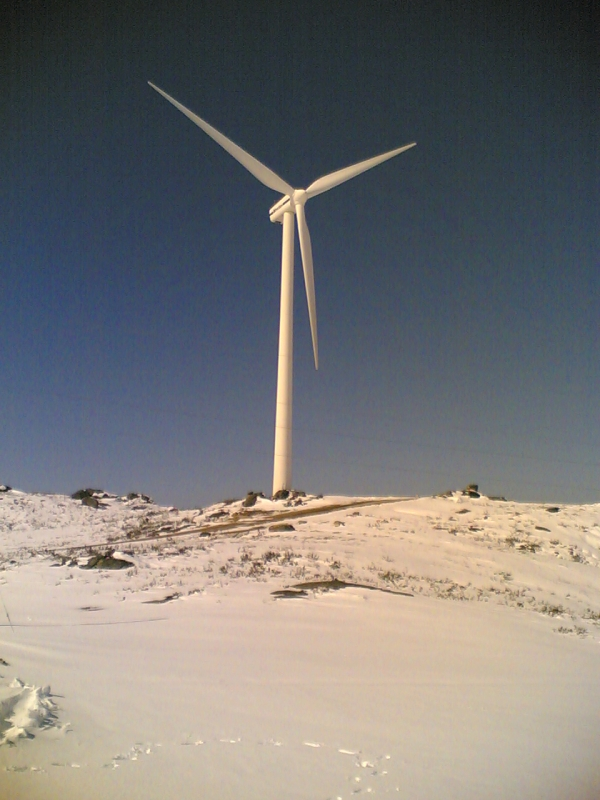